# انتشارات جیحون
انتشارات جیحون ناشر معتبر و شناخته‌شدهٔ ایرانی است که در خیابان انقلاب، روبه‌روی دانشگاه تهران واقع شده‌ است.

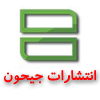
انتشارات جیحون

## تاریخچه
انتشارات جیحون در سال ۱۳۷۲ با مدیریت محسن رخشانی تأسیس شد.
این انتشارات کار خود را با نشر آثار پزشکی آغاز نمود، گرچه این کتب هنوز در زمینه پزشکی از منابع مهم پایه می‌باشند ولی از اواخر دهه هفتاد با تغییر راهبرد مدیر انتشارات حوزه اصلی فعالیت مؤسسه به زمینه روان‌شناسی با هدف خودیاری به مخاطبین خود تغییر یافت و در این زمینه از اقبال بیشتری برخوردار شد.کتابفروشی جیحون در کنار دفترمرکزی آن در خیابان انقلاب روبروی دانشگاه واقع شده است.

## زمینه فعالیت
انتشارات جیحون از زمان تأسیس در حوزه‌های مختلفی مانند روان‌شناسی، فلسفه و پزشکی کتاب‌های ماندگاری منتشر کرده‌است. فرهنگ نمادها از برجسته‌ترین کارهای این ناشر به‌شمار می‌رود.
به‌طور دقیق‌تر این نشر در زمینه‌های فلسفه و مباحث وابسته، حکمت نظری، معرفت‌شناسی، مکاتب و دیدگاه‌های خاص فلسفی، روان‌شناسی، منطق، اخلاق (فلسفه اخلاقی)، ان ال پی [برنامه‌ریزی عصبی زبانی]، فلسفه قدیم و فلسفه جدید آثار زیادی منتشر کرده‌است که برخی از آن‌ها در حوزه‌های تخصصی منتخب و برگزیده شده‌اند. این موضوعات بر اساس رده‌بندی دیویی کد ۱۰۰ تا ۲۰۰ به‌طور اعم و کد ۱۵۰ تا ۲۰۰ به‌طور اخص محسوب شده و در رده‌بندی کنگره به صورت اعم B و به صورت اخص BV, BT, BE, BJ, BF, BD تعریف می‌شود و در این زمینه جز در موارد خاص بیش از ۲۵۰ عنوان کتاب منتشر نموده‌است.